# Wietzesiedlung
Wietzesiedlung is de naam van een nederzetting (Duits: Siedlung) ten noorden van Hannover, die na de Tweede Wereldoorlog is ontstaan.
De Wietzesiedlung bestaat uit de huidige plaatsjes Bissendorf-Wietze, Wennebostel-Wietze (beide in de gemeente Wedemark) en  Kleinburgwedel-Wietze, gemeente Burgwedel, in de Region Hannover. De nederzetting ligt niet ver ten zuiden van Autobahndreieck Hannover-Nord.
Aan het eind van de Tweede Wereldoorlog gingen inwoners van de stad Hannover, uit vrees voor geallieerde bombardementen op deze strategisch belangrijke stad, ertoe over, bestaande vakantiehuisjes tot woonhuizen te verbouwen om er zelf in te gaan wonen. De van zuid naar noord door het gebied stromende Wietze, een zijrivier van de Aller, die regelmatig buiten haar oevers trad, werd in de jaren vijftig rechtgetrokken.  Toen in de jaren zestig de Autobahn A352 werd aangelegd, ontstond door de daarvoor nodige zandwinning de Natelsheidesee, die tot recreatieplas voor o.a. strandvermaak werd ontwikkeld. Pas in 1978 kreeg de Wietzesiedlung elektriciteit.
De bewoners van de Wietzesiedlung hebben reeds in 1947 ter behartiging van hun gemeenschappelijke belangen de Wietze-Gemeinschaft opgericht. Deze is hun van groot nut, omdat de gemeenschap door o.a. gemeentelijke herindelingen tal van bestuurlijke wisselingen heeft ondergaan en tot op heden in drie verschillende dorpen en in twee verschillende gemeenten ligt.
Binnen de Evangelisch-Lutherse Kerk van Duitsland vormen de drie dorpen één gemeente, die over de Christophoruskerk te Bissendorf-Wietze beschikt.

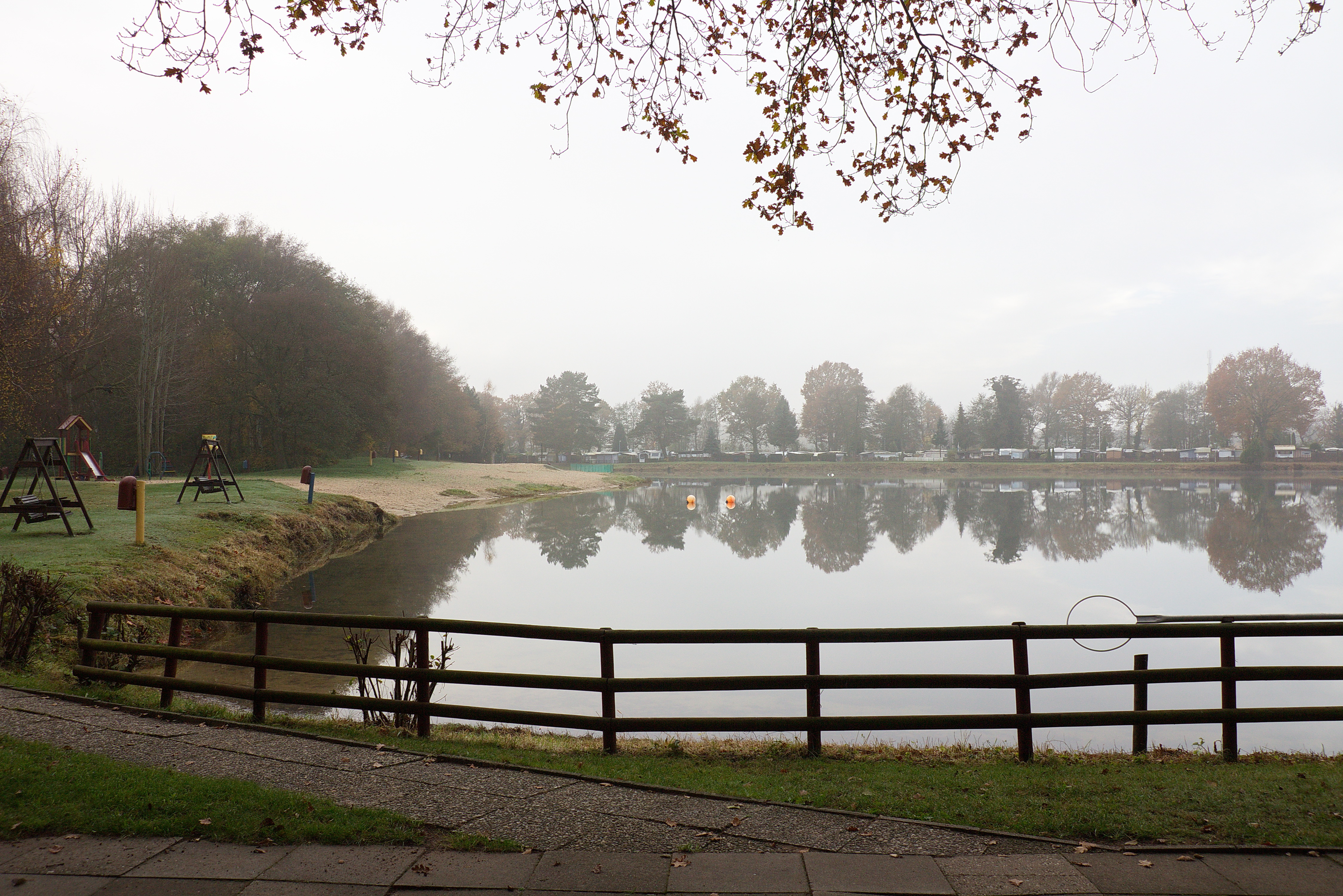
De Natelsheidesee te Bissendorf-Wietze
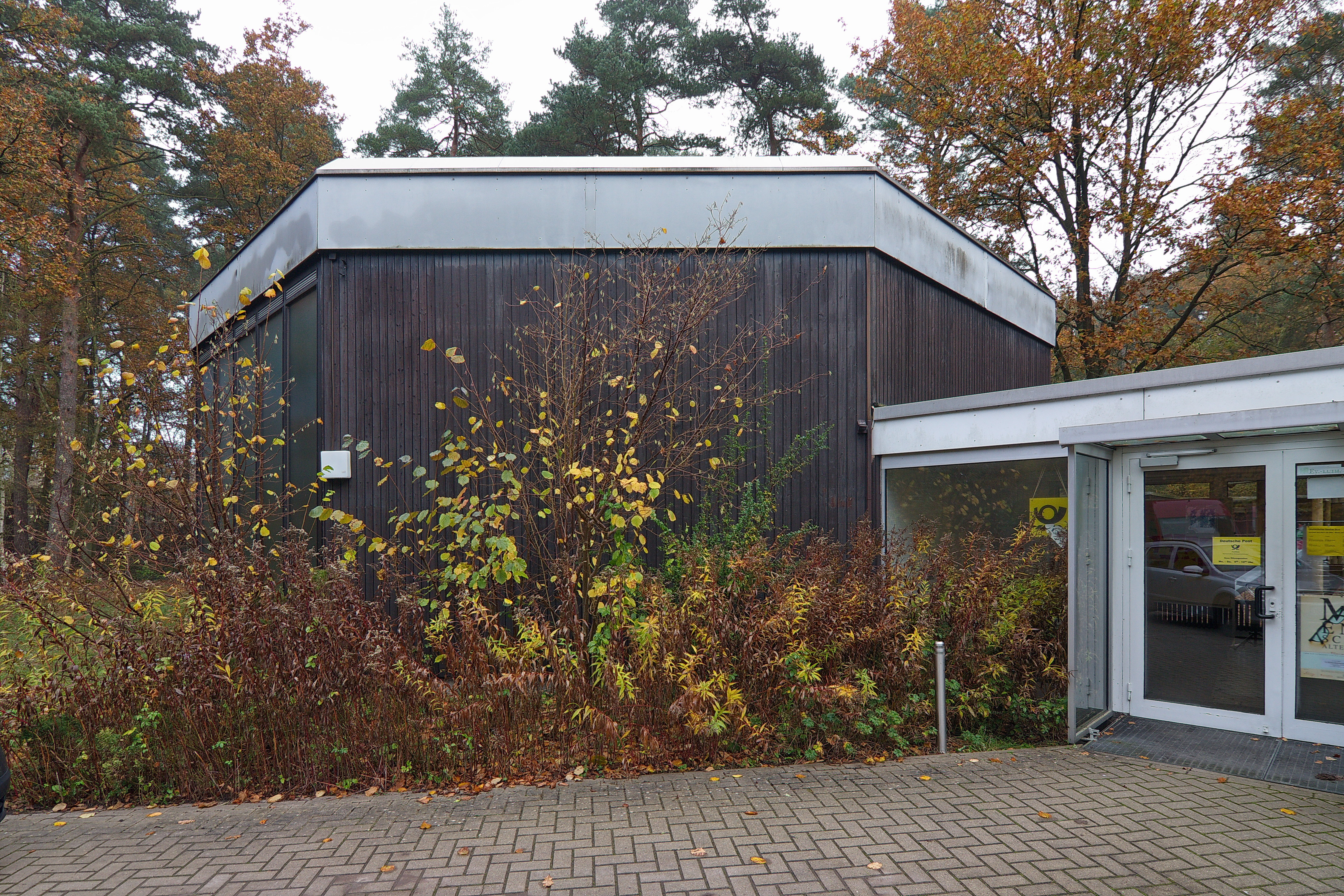
Christophoruskerk, Bissendorf-Wietze